# Jim Selby
Jim Selby est un dirigeant de football et ancien entraîneur australien de football.
Il participe au développement du football australien et à l'éducation de ses entraîneurs, et est directeur technique de la Confédération du football d'Océanie.
Il a également été entraîneur de l'équipe d'Australie de football féminin pendant 10 ans. En 2006, il a été membre du Technical Study Group de la Coupe du monde, un groupe d'étude chargé d'étudier les évolutions techniques et tactiques du jeu.